# Бела Гутман
Бела Гутман (мађ. Guttmann Béla; Будимпешта, 27. јануар 1899 — Беч, 28. август 1981)) је бивши мађарски фудбалски менаџер и бивши играч и репрезентативац Мађарске који је играо на позицији везног играча.
Пре Другог светског рата је играо на позицији везног играча за МТК Хунгариа ФК, СК Хакоах Виен и неколико клубова у Сједињеним Државама. Гутман је такође играо за фудбалску репрезентацију Мађарске, укључујући и Олимпијске игре 1924. године.
Гутман је радио као тренер у десет различитих земаља од 1933. до 1974. годинеи освојио десет националних првенстава и, што је најважније, два узастопна европска купа са Бенфиком. Тренирао је и репрезентације Мађарске и Аустрије, а тренирао је и клупски фудбал у Холандији, Италији, Бразилу, Уругвају и Португалу. Највише се памти као тренер и менаџер Милана, Сао Паула, Порта, Бенфике и Ц.А. Пењарол. Највећи успех постигао је са Бенфиком када их је водио до две узастопне победе у Европском купу, 1961. и 1962. године.
Био је пионир формације 4–2–4 заједно са Мартоном Буковијем и Густавом Шебешем, формирајући тријумвират радикалних мађарских тренера, а такође је заслужан за менторство Еузебија. Међутим, током своје каријере никада није био далеко од контроверзи. Много је путовао, и као играч и као тренер, ретко је остајао у клубу дуже од две сезоне, а цитиран је да је рекао „трећа сезона је фатална“. Отпуштен је у Милану док су били на врху Серије А, а такође је напустио Бенфику након што су они наводно одбили захтев за повећање плате.

## Породица и образовање
Гутман је рођен у Будимпешти, Аустроугарска, и био је Јевреј. Његови родитељи, Абрахам и Естер, били су учитељи плеса.  И сам је постао обучени инструктор плеса, са 16 година. Дипломирао је психологију у Аустрији.

## Играчка каријера

### Клупска каријера
Гутман је био истакнути члан тима МТК Хунгариа ФК раних 1920-их. Играјући полубека или центархалфа заједно са Ђулом Мандијем, помогао је МТК-у да освоји титулу шампиона у Мађарској лиги 1920. и 1921. године.
Гутман се 1922. године преселио у Беч, у Аустрији, да би избегао антисемитизам режима адмирала Хортија, пошто су током 1919. до 1921. године контрареволуционарни војници спроводили репресивно насиље да униште све присталице мађарске кратковечне совјетске републике и њеног Црвеног терора. Неколико стотина људи је убијено, многи од њих су били Јевреји у кампањи познатој као Бели терор, коју је организовала мађарска националистичка влада. У Бечу се придружио јеврејском клубу СК Хакоах Виен и играо за њих као њихов центар бека од 1922. до 1926. и 1933. године. За мајице тима носили су плаво-беле боје ционистичког националног покрета, а велика Давидова звезда је била њихова значка.  Године 1925. освојио је још једну лигашку титулу када је Хакоах освојио Аустријску лигу. У априлу 1926. екипа СК Хакоах Виен отпловила је у Њујорк да започне турнеју са десет утакмица по Сједињеним Државама. Дана 1. маја, публика од 46.000 гледала их је како играју Америчку фудбалску лигу XI  на Поло Гроундс-у, што је амерички рекорд за фудбалску утакмицу до 1977. године. АСЛ тим је победио са 3 : 0. Најмање шест играча Хакоаха касније је убијено у Холокаусту.
Након турнеје, Гутман, који је био Хакоин најистакнутији играч, и неколико његових саиграча одлучили су да остану у САД. Након што је првобитно играо за Бруклин вондерерс, потписао је за Њујорк џајантсе из Америчке фудбалске лиге (АСЛ), одигравши 83 утакмице и постигао два гола током две сезоне. Године 1928, Џајантси су суспендовани из АСЛ-а као део „Фудбалског рата“, спора између АСЛ-а и Фудбалског савеза Сједињених Држава.
Гутман и Џајантси су се придружили Источној фудбалској лиги, али Гутман се убрзо преселио у Њујорк Хакоах, тим састављен од бивших играча СК Хакоа Беч, укључујући Рудолфа Николсбургера. Године 1929. помогао им је да освоје Отворени куп САД (тада познат као Натионал Челенѕ кап).
Након спајања са Бруклин Хакоахом, постали су 1930. године Хакоах Ол-Старси. У јесен 1930. Гутман се поново придружио Џајантсима, сада познатим као фудбалски клуб Њујорк, али се вратио на Ол-старс у пролеће 1931. године и тиме завршио своју играчку каријеру каријеру. Када се повукао као играч имао је 32 године и одиграо је 176 АСЛ утакмица.
Осим што је играо фудбал, док је био у Њујорку, Гутман је такође предавао плес, купио пијацу, инвестирао у берзу и скоро све изгубио након краха на Волстриту 1929. године.

### Репрезентација Мађарске
Између 1921. и 1924. Гутман је такође играо четири пута (плус јиш 2 незваничвне утакмице, против јужне Немачке и Сара)за фудбалску репрезентацију Мађарске, дајући гол на свом дебију 5. јуна 1921. у победи од 3 : 0 против Немачке. Касније истог месеца играо је и против репрезентације јужне Немачке XI. Његова преостала четири наступа дошла су у мају 1924. у утакмицама против Швајцарске, Сара, Пољске и Египта. Последња два су била на Олимпијским играма у Паризу 1924. године. Током припрема за такмичење Гутман је приговорио што је у репрезентацији Мађарске било више званичника него играча. Такође се пожалио да је хотел више погодан за дружење него за припрему утакмице, а да би показао своје неодобравање окачио је мртве пацове на врата путујућих званичника.

## Тренерска каријера
Гутман је тренирао двадесетак тимова у десет земаља, од 1933. до 1974. године, и освојио два европска купа и десет националних првенстава. Тренирао је и репрезентације и тимове из Мађарске, Аустрије, Холандије, Италије, Бразила, Уругваја, Португала. Као тренер, тактички је био пионир формације 4–2–4, а његови тимови су играли неустрашиви нападачки фудбал. Поред тога, захтевао је да његови играчи прате његов режим исхране, ригорозне кондиције и напорне тренинге.

## Достигнућа

### Играч
ФК МТК Хунгариа
- Шампион Мађарске: 1919/20, 1920/21

СК Хакоах Беч
- Шампион Аустрије: 1924/25.

Њујорк Хакоах
- УС опен кап: победник 1929.

### Тренер
ФК Ујпешт
- Шампион Мађарске: 1938/39, 1946/47
- Митропа куп: шампион 1939

Сао Пауло
- Кампеонато Паулиста: шампион 1957.

Порто
- Португалска прва лига: шампион 1958/59.

Бенфика
- Куп Европе: 1960/61, 1961/62
- Португалска прва лига: шампион 1959/60, 1960/61.
- Португалијски куп: освајач 1961/62.
- Интерконтинентални куп другопласирани: 1961.[29]

Пењарол
- Уругвајска прва лига: шампион 1962.
- Копа либертадорес другопласирани: 1962.

Панатинаикос
- Куп Грчке у фудбалу: освајач 1966/67.